# Старе Вереття
Старе Вереття (рос. Старое Веретье) — присілок в Шимському районі Новгородської області Російської Федерації.
Населення становить 29 осіб. Входить до складу муніципального утворення Медведське сільське поселення.

## Історія
Від 2004 року входить до складу муніципального утворення Медведське сільське поселення.

## Населення
| 2010 |
| ---- |
| 29   |